# Carel Swinkels
Carel Johannes Gerardus Swinkels (Amsterdam, 26 april 1921 - Nuland, 23 oktober 1996) was een Nederlands dichter, journalist en prozaschrijver. Hij schreef met name over Noord-Brabant en de Brabanders, en was nauw betrokken bij het culturele leven in Deurne en omgeving. Niet alleen kwam hij er in zijn jeugd al zeer regelmatig bij familie op bezoek, later had hij ook een goede relatie met Frans Babylon en bewonderde hij het integere werk van de veel oudere schrijver Herman Maas. De publicist Tij Kools besteedde in het verleden ruime aandacht aan de relatie tussen Swinkels en Deurne, en bracht enkele van diens boeken opnieuw uit.
Over de boeken van bekende Deurnese schrijvers had hij een uitgesproken mening. Bij het werk van Antoon Coolen over de Peel vroeg hij zich af, of Coolen ooit wel een peelwerker had ontmoet, terwijl hij de romans van Toon Kortooms niet tot de werkelijke literatuur rekende.
In 's-Hertogenbosch runde hij het Literair Café.

## Oeuvre
(niet volledig)
- Het vergeten leven
- Terug in het gras